# Рибница (Хорватия)
Рибница (хорв. Ribnica) — село в общине Велика-Горица в жупании Загребачка Хорватии. По данным переписи 2021 года, численность населения составляла 790 человек.

## Население
| 2021 |
| ---- |
| 790  |